# Oh Beom-seok
Oh Beom-Seok (29 juli 1984) is een Zuid-Koreaans voetballer.

## Carrière
Oh Beom-Seok speelde tussen 2003 en 2010 voor Pohang Steelers, Yokohama FC, Krylia Sovetov Samara en Ulsan Hyundai FC. Hij tekende in 2010 bij Suwon Samsung Bluewings.

## Zuid-Koreaans voetbalelftal
Oh Beom-seok debuteerde in 2005 in het Zuid-Koreaans nationaal elftal en speelde 43 interlands, waarin hij 2 keer scoorde.